# Googoo Gaagaa
Googoo Gaagaa, född 22 maj 2009 i USA, är en amerikansk varmblodig travhäst. Han tränades av sin uppfödare och tidigare ägare Richard Hans. Han kördes oftast av Corey Callahan.
Googoo Gaagaa tävlade åren 2011–2013 och sprang in totalt 665 212 dollar på 23 starter varav 15 segrar och 1 andraplats. Han tog karriärens största segrar i Earl Beal Jr. Memorial (2012), The Colonial (2012) och John Simpsons Memorial (2012). Han kom även på fjärdeplats i Yonkers Trot (2012). Han satte nytt världsrekord alla kategorier när han segrade på tiden 1.08,9 över 1609 meter i ett lopp på Pocono Downs.

## Karriär
Googoo Gaagaa debuterade som tvååring 2011 med att segra i samtliga sex starter som han gjorde. Han segrade bland annat i Maryland Sire Stakes på nytt världsrekord för tvååriga hingstar/valacker på 800m-bana med 1.12,1. Som treåring 2012 fortsatte framgångarna. Han hade under en tid världsrekordet på 1000-metersbana, med tiden 1:50.4 (1.08,9), satt vid seger i Earl Beal Jr. Memorial 2012 på Pocono Downs. Rekordet slogs sedan av svenskfödde Commander Crowe. Totalt blev det nio segrar på 14 starter under 2012. Han segrade bland annat i stora lopp som  Earl Beal Jr. Memorial, The Colonial och John Simpsons Memorial. Han tog även en fjärdeplats i Yonkers Trot. Som fyraåring 2013 gjorde han tre starter utan att ta någon seger.
Det udda med Googoo Gaagaa är att han är fallen efter passgångarhingsten Cam's Rocket. Modern Kora's Trotter (e. Veeba Rova) är dock travare. Hon är syster till Rovasreadytorumble, 1.11,1/$344.722 och What About Mary, 1.13,0/$102.145.
Googoo Gaagaa anses vara den bästa hästen i årskullen född 2009, men han var inte anmäld till Hambletonian Stakes, det största loppet för treåriga hästar.

## Avelskarriär
Under 2019 meddelades det att Googoo Gaagaa skulle flytta till Sverige för att bli avelshingst hos Broline International i Svenljunga i Västra Götalands län. Han har varit mycket framgångsrik i aveln och lämnat efter sig stjärnor som Hail Mary (2016), Power (2016) och Bythebook (2016).